# Martin Koch (Radsportler)
Martin Koch (* 4. September 1887 in Unterhaunstadt; † 1. August 1961 in Konstanz) war ein deutscher Radrennfahrer.

## Sportliche Laufbahn
Martin Koch nahm an den Olympischen Spielen 1912 in Stockholm teil. Im Einzelzeitfahren belegte er den 61. Platz. 1913 siegte er im Eintagesrennen Rund um die Hainleite bei den Amateuren.